# Orchestre national de jazz
L'Orchestre national de jazz, ou ONJ, est un orchestre de jazz français. Il est formé en 1986 à l'initiative de Jack Lang, alors ministre de la Culture.

## Biographie

### Années 1980—1990
C'est sous l'impulsion de Maurice Fleuret, nommé en 1982 à la direction de la musique et de la danse du ministère de la culture, que s'ébauche le projet d'aider les musiques autres que classique, et en particulier le jazz. Il crée en 1983 une commission consultative pour le jazz, composée de musiciens, producteurs, journalistes, d'organisations professionnelles et syndicales, et d'associations de musiciens. C'est à l'été 1985 que Jack Lang annonce la création d'un orchestre national de jazz, subventionné par l'État, et destiné à faire vivre et à renouveler le répertoire des grands orchestres de jazz.
L'ONJ donne son concert inaugural le 3 février 1986 au Théâtre des Champs-Élysées, sous la direction de François Jeanneau, après seulement quelques semaines de répétitions. L'événement est très médiatisé et diverses personnalités sont invitées (Danielle Mitterrand, Simone de Beauvoir, Roger Hanin...), ainsi que plusieurs musiciens invités de renom (Martial Solal, Gil Evans, Michel Portal).
Placée sous la direction d'un chef d'orchestre (généralement nommé pour deux à trois ans), cette formation subventionnée par l'État dispose ainsi de moyens lui permettant de réaliser, diffuser et présenter ses créations à travers le monde. Le chef d'orchestre est nommé par le conseil d'administration de l'AJON, l'association pour le jazz en orchestre national, une association loi de 1901 crée en 1986 pour gérer la structure et définir les missions de l'ONJ. Le chef d'orchestre est choisi par l'AJON sur un projet artistique précis. Le premier chef d'orchestre de l'ONJ est François Jeanneau.
L'arrivée à la tête de l'orchestre du pianiste Denis Badault, en 1991, accentue encore la rupture avec la conception première, institutionnelle, de cette formation, qui s'affirme « comme véritable objet d'appropriation, une orientation amorcée par son directeur précédent, Claude Barthélémy ».

### Années 2000—2010
Les créations de l'ONJ sont reconnues pour être de grande qualité, et l'institution est reconnue pour son dynamisme et sa capacité d'évolution. Sous la direction du vibraphoniste Franck Tortiller, l'ONJ a même obtenu une belle reconnaissance commerciale en 2006 avec la sortie d'un album hommage à Led Zeppelin (Close to Heaven). C'est l'une des meilleures ventes de l'ONJ (plus de 10 000 exemplaires) avec Around Robert Wyatt.
En 2008, le contrebassiste et producteur Daniel Yvinec est nommé Directeur artistique de l'ONJ, ce qui suppose un changement d'optique dans la conduite de cet ensemble par rapport à ses prédécesseurs, qui avaient la charge de la direction musicale. Il choisit de sélectionner non pas des musiciens qu'il connaît déjà, mais dix jeunes instrumentistes avec lesquels il réalise des répertoires aussi divers qu'une réappropriation des chansons signées ou interprétées par l'ex-batteur de Soft Machine, Around Robert Wyatt, un hommage à Billie Holiday (Broadway In Satin), une composition collective sur le film Carmen de Cecil B. DeMille, ou une improvisation en deux parties sur le film Le Cuirassé Potemkine d'Eisenstein, une relecture d'Astor Piazzolla ou du groove des années 1970. L'album Around Robert Wyatt est la meilleure vente de l'ONJ, avec plus de 15 000 exemplaires. Ces répertoires font appel à de nombreux artistes invités, tant musiciens (Vincent Artaud, Alban Darche, John Greaves, Benoît Delbecq, Bernardo Sandoval, John Hollenbeck, Gil Goldstein, Michael Leonhart) que graphistes (notamment Antoine Carlier et Annabelle Tiaffay), artistes de la pop ou des variétés (Karen Lano, Daniel Darc, Rokia Traoré, Arno, Yael Naim), comédiens (Irène Jacob) ou danseurs (Blanca Li). À l'initiative de l'Institut français du Maroc, l'ONJ est invité à proposer un projet de création culturelle mettant en contact des musiciens français et marocains. L'orchestre est envoyé par petits groupes dans différents endroits du pays (Assa, Oujda, Fez, Tétouan), pour échanger avec les musiciens locaux ou simplement s'imprégner du lieu. Cinq concerts sont organisés au Maroc au mois de juin 2013, ainsi qu'un concert de restitution à l'Institut du monde arabe. Le concert final de cet ONJ a lieu le 21 décembre 2013 à la Ferme du Buisson (Noisiel, en Seine-et-Marne) sur le répertoire du disque The Party (JazzVillage/Harmonia Mundi), sorti en janvier 2014.
En janvier 2014, le guitariste et compositeur Olivier Benoit prend la direction artistique de l'orchestre. Olivier Benoit imagine le projet Europa, un voyage à travers l'Europe dont chaque volet est dédié à l'une de ses capitales : Europa Paris (2014), Europa Berlin (2014), Europa Rome (2016), programme confié aux compositeurs Benjamin de la Fuente et Andrea Agostini, et Europa Oslo (2016) avec la complicité du poète et écrivain norvégien Hans Petter Blad et la participation de la chanteuse Maria Laura Baccarini. Olivier Benoit confie au batteur et compositeur américain Mike Reed l'écriture d'un répertoire en hommage à la ville de Chicago, rassemblant des œuvres de compositeurs et d’ensembles phares de la Windy City, tirées d’un « Chicago Real Book » couvrant les 30 dernières années (The City Was Yellow, The Chicago Suite - création 2018). L'ONJ Olivier Benoit s'ouvre à la musique contemporaine notamment à travers des collaborations avec l'ensemble Dedalus, autour de la musique de Philip Glass et de David Lang, ainsi qu'avec l'ensemble Multilatérale et le chœur Les Métaboles dans le cadre d'une œuvre inédite de Raphaël Cendo, sur des textes du metteur en scène Rodrigo García (Le Jour juste avant l'Océan - création 2018).
Début juillet 2018, le guitariste et compositeur Frédéric Maurin - à la tête de l'ensemble Ping Machine depuis 14 ans - est nommé Directeur artistique de l'Orchestre national de jazz pour une durée de quatre ans. Son mandat débute en janvier 2019 et succède à celui d'Olivier Benoit qui s'achève fin décembre 2018. Il met en place un orchestre intergénérationnel à géométrie variable capable d’interpréter des répertoires aux instrumentations variées. Par ailleurs, il propose pour la première fois depuis la création de l’orchestre, des effectifs constituées d’autant de femmes que d’hommes, ce qui représente un changement radical dans le milieu encore extrêmement peu féminisé qu’est le jazz en France,. Il associe de nombreux collaborateurs et collaboratrices artistiques aux différents programmes créés par l’ONJ (Grégoire Letouvet, Mali Arun, Julie Bertin, Fred Pallem, Tim Berne). Il développe une importante politique de commandes à des compositeurs et compositrices de différentes générations (Sylvaine Hélary, Camille Durand, Leïla Martial, Grégoire Letouvet, Fred Pallem, Steve Lehman, etc.).
En 2019, pour ses deux premiers programmes, Frédéric Maurin présente deux formations différentes, démarche qu'il compte renouveler à chaque programme. Dancing in Your Head(s) : La Galaxie Ornette, le premier programme, s'articule autour des musiques du saxophoniste américain et précurseur majeur du free jazz Ornette Coleman sur des arrangements de Fred Pallem, et Rituels, le deuxième programme, « une composition collective pour orchestre et quatre voix accompagnée sur scène d’une création vidéo. » À la fin 2019, il crée, en collaboration avec la metteur en scène Julie Bertin, le compositeur Grégoire Letouvet et les auteures Estelle Meyer et Milena Csergo, Dracula, le premier spectacle jeune public de l'histoire de l'orchestre. Il crée également début 2019 l’Orchestre des Jeunes de l’ONJ, formation constitué de jeunes musiciennes et musiciens qui se consacre à la réinterprétation des précédents répertoires de l'Orchestre national de jazz, afin de transmettre à la jeune génération de musiciens et de musiciennes la richesse musicale produite depuis plus de 30 ans par l’ONJ et de faire revivre cette musique pour le public. Chaque saison, l’Orchestre des Jeunes de l’ONJ est confié à un ancien directeur de l’ONJ et voit son effectif renouvelé. Au cours de saison 2018-2019, c’est le premier directeur musical de l’Orchestre National de Jazz en 1986, François Jeanneau, qui dirige cet orchestre. Pour la saison 2019-2020, puis à la suite de la crise sanitaire du Covid-19, c’est Franck Tortiller, directeur musical de l’Orchestre National de Jazz de 2005 à 2008, qui dirige l'Orchestre des Jeunes de l'ONJ. Pour la saison 2021-2022, c'est Denis Badault, directeur musical de l’ONJ entre 1991 et 1994, qui dirige l'Orchestre des Jeunes de l'ONJ.

### Années 2020
À la suite de la pandémie de Covid-19, malgré une reprise forte de l'activité de la structure programmée en 2020, l'ONJ est contraint d'annuler plus de soixante concerts en 2020 et 2021. En 2021, l'orchestre recrée avec la complicité de Patrice Caratini à Radio France, l'œuvre d´André Hodeir pour orchestre et deux voix intitulée Anna Livia Plurabelle. Cette même année, le groupe se réinvente sous la forme d'un livre-disque dont Adèle Maury, jeune artiste révélée en 2020 au Festival d’Angoulême et lauréate du 1er Prix du Concours Jeunes Talents, signe les illustrations.
En 2022, l'ONJ crée Ex Machina, dans le cadre du festival de musique contemporaine Présence de Radio France, avec le saxophoniste et compositeur américain Steve Lehman en partenariat avec l’Ircam. Ce programme, co-écrit par Steve Lehman et Frédéric Maurin intègre au jazz des éléments d'écriture issus de la musique spectrale et utilise un dispositif électronique développé à l'Ircam par Jérôme Nika  permettant l'interaction en temps réel entre des solistes et la machine.
Depuis 2022, l'ONJ organise également une académie de composition qui a lieu au mois de février et qui accueille 8 stagiaires pour des masterclasses (réalisées par Sylvaine Hélary, Sarah Murcia, Nicole Mitchell, Mira Melford, Alban Darche, Denis Badault, Laurent Cugny, Andy Emler) sous la direction de Stéphane Payen et Frédéric Maurin.
En 2023, l'ONJ présente Jeux, une création co-écrite par Sofia Avramidou, Andy Emler et Frédéric Maurin. Pour cette œuvre, sept solistes de l’ONJ se joignent à sept solistes de l’Ensemble intercontemporain, offrant ainsi une rencontre singulière entre écriture et improvisation.

## Récompenses
- 2009 : Victoires du jazz dans la catégorie Album jazz instrumental de l'année pour Around Robert Wyatt (Bee Jazz, Abeille Musique)
- 2020 : Victoires du jazz dans la catégorie Victoire d'honneur[21]
- 2021 : Grand prix Jeune Public automne 2021 de l'Académie Charles-Cros pour Dracula[22].
- 2022 : Grand prix Jeunesse du livre audio du CNL
- 2023 : Grand Prix du répertoire jeune public de la Sacem

## Membres

### Direction musicale François Jeanneau (1986)
- François Jeanneau — saxophones soprano et ténor, direction musicale
- Éric Barret, Jean-Louis Chautemps, Richard Foy, Pierre-Olivier Govin, Bruno Rousselet — saxophones, clarinette, flûte, basson
- François Chassagnite, Michel Delakian, Christian Martinez, Éric Mula — trompette, bugle
- Jean-Louis Damant, Denis Leloup, Yves Robert — trombone
- Didier Havet — tuba
- Andy Emler — piano électrique, synthétiseurs
- Denis Badault — piano acoustique, synthétiseurs
- Marc Ducret — guitare électrique
- Michel Benita — contrebasse, basse électrique
- Aaron Scott — batterie
- François Verly — vibraphone, marimba, percussions

### Direction musicale Antoine Hervé (1987—1989)
- Antoine Hervé — piano, direction musicale
- Francis Bourrec, Gilbert Dall'anese, Laurent Dehors, Pierre-Olivier Govin, Alain Hatot, Jean-Pierre Solves — saxophones, clarinette, flûte
- Michel Delakian, Antoine Illouz, Christian Martinez, Philippe Slominski, Louis Toesca (septembre 87) — trompette, bugle
- Patrice Petitdidier — cor
- Jacques Bolognesi, Bernard Camoin, Glenn Ferris, Denis Leloup, Gilles Salommez — trombones
- Didier Havet — tuba
- Philippe Guez — claviers
- Nguyên Lê — guitare électrique
- Jean-Marc Jafet, François Moutin, Étienne Mbappé,— basse électrique
- André Ceccarelli, Mokhtar Samba — batterie
- Pierre-Michel Balthazar, François Verly — percussions

### Direction musicale Claude Barthélemy (1989—1991)
- Claude Barthélemy — guitares électrique et acoustique, direction musicale
- Michael Riessler, Bobby Rangell — saxophones, clarinette, flûte
- Jean-François Canape, Patrick Fabert — trompette, bugle
- Yves Favre, Luca Bonvini — trombone
- Michel Godard — tuba
- Jean-Louis Matinier — accordéon
- Mico Nissim — piano
- Serge Lazarevitch, Gérard Pansanel — guitare électrique
- Renaud Garcia-Fons, Jean-Luc Ponthieux — contrebasse, basse électrique
- Manuel Denizet, Christian Lété — batterie, percussions

### Direction musicale Denis Badault (1991—1994)
- Denis Badault — piano, direction musicale
- Élise Caron — voix, flûte
- Rémi Biet, Laurent Blumenthal, Philippe Sellam, Simon Spang-Hanssen — saxophones, clarinette, flûte
- Claude Égéa, Claus Stötter — trompette, bugle
- Jean-Louis Pommier, Geoffroy de Masure — trombone
- Didier Havet — tuba
- Nedim Nalbantoglu — violon
- Laurent Hoevenaers — violoncelle
- Lionel Benhamou — guitare électrique
- Heiri Kaenzig, Bob Harrison — contrebasse, basse électrique
- François Laizeau — batterie
- Xavier Desandre Navarre — percussions

### Direction musicale Laurent Cugny (1994—1997)
- Laurent Cugny — claviers, direction musicale
- Denis Barbier — flûte
- Stefano Di Battista, Pierre-Olivier Govin, Stéphane Guillaume — saxophones, clarinette
- Claude Égéa, Serge Plume, Claus Stötter, Pierre Drevet, Flavio Boltro — trompette, bugle
- Phil Abraham — trombone
- Bernard François, Jacques Peillon — cor
- Philippe Legris, Christian Laisné — tuba
- Benoît de Mesmay — claviers
- Lionel Benhamou, Frédéric Favarel — guitare
- Frédéric Monino — basse électrique
- Stéphane Huchard — batterie

### Direction musicale Didier Levallet (1997—2000)
- Didier Levallet — contrebasse, direction musicale
- Chris Biscoe, Frédéric Couderc, Jean-Rémy Guédon, Richard Foy — saxophones, clarinette
- Harry Beckett, Michel Feugère, Nicolas Folmer — trompette, bugle
- Lionel Surin — cor
- Phil Abraham, Yves Robert — trombone
- Vincent Courtois, Alain Grange — violoncelle
- Serge Lazarevitch — guitare électrique
- Sophia Domancich — piano
- François Laizeau, Ramón López — batterie

### Direction musicale Paolo Damiani (2000—2002)
- Paolo Damiani — violoncelle, direction musicale
- François Jeanneau — saxophone, flûte, codirection musicale
- Javier Girotto, Christophe Monniot, Thomas de Pourquery, Jean-Marc Larché — saxophones
- Médéric Collignon, Alain Vankenhove —cornet, trompette, bugle
- Gianluca Petrella, Gueorgui Kornazov — trombone
- Didier Havet — tuba
- Régis Huby — violon
- Olivier Benoit, Manu Codjia — guitare
- Paul Rogers — contrebasse
- Christophe Marguet — batterie
- Laure Donnat — voix

### Direction musicale Claude Barthélemy (2002—2005)
- Claude Barthélemy — guitare électrique, oud, direction musicale
- Philippe Lemoine, Vincent Mascart — saxophones
- Médéric Collignon, Geoffroy Tamisier — cornet, trompette, bugle
- Sébastien Llado, Jean-Louis Pommier, Pascal Benech — trombone, trombone basse
- Didier Ithursarry — accordéon
- Alexis Thérain — guitare
- Olivier Lété — basse électrique
- Nicolas Mahieux — contrebasse
- Jean-Luc Landsweerdt — batterie
- Vincent Limouzin — vibraphone, marimba, gamelan, percussions

### Direction musicale Franck Tortiller (2005—2008)
- Franck Tortiller — vibraphone, direction musicale
- Éric Séva — saxophones
- Jean Gobinet — trompette, bugle
- Jean-Louis Pommier — trombone
- Michel Marre — tuba
- Yves Torchinsky — contrebasse
- Patrice Héral — batterie
- Vincent Limouzin — vibraphone, marimba

Programme Close to Heaven
- David Pouradier-Duteil — batterie

- Xavier Garcia — samples, électronique

Programme Sentimental 3/4
- Herbert Joos — trompette, bugle
- Bruno Wilhelm — saxophones
- Éric Bijon — accordéon

Programme Électrique
- Joël Chausse — trompette, bugle
- Claude Gomez — samples, électronique

### Direction artistique Daniel Yvinec (2009—2013)
- Daniel Yvinec — direction artistique
- Joce Mienniel — flûtes, électronique
- Antonin-Tri Hoang, Matthieu Metzger, Rémi Dumoulin — saxophones, clarinette
- Guillaume Poncelet, Sylvain Bardiau — trompette, bugle
- Ève Risser — piano, piano préparé, flûte alto
- Vincent Lafont — claviers, électronique
- Pierre Perchaud — guitare électrique
- Sylvain Daniel — basse électrique
- Yoann Serra — batterie

### Direction artistique Olivier Benoit (2014—2018)
- Olivier Benoit — guitare, direction artistique
- Jean Dousteyssier — clarinette
- Alexandra Grimal, Hugues Mayot, Robin Fincker, Christophe Monniot — saxophones
- Fabrice Martinez — trompette, bugle
- Fidel Fourneyron — trombone
- Théo Ceccaldi — violon, alto
- Sophie Agnel — piano
- Paul Brousseau — claviers
- Bruno Chevillon, Sylvain Daniel — contrebasse, basse électrique
- Éric Échampard — batterie
- Maria Laura Baccarini — voix

### Direction artistique Frédéric Maurin (2019—2024)
- Frédéric Maurin — direction artistique[23],[13]

Programme Dancing in your Head(s) - La Galaxie Ornette (création 2019)
- Fred Pallem — orchestration
- Jean-Michel Couchet, Anna-Lena Schnabel, Julien Soro, Fabien Debellefontaine, Morgane Carnet — saxophones, flûte
- Fabien Norbert, Susana Santos Silva — trompette, bugle
- Mathilde Fèvre — cor
- Daniel Zimmermann, Judith Wekstein — trombone, trombone basse
- Bruno Ruder — claviers
- Pierre Durand — guitare électrique
- Frédéric Maurin guitare électrique, direction
- Sylvain Daniel — basse électrique
- Rafaël Koerner — batterie
- Tim Berne (soliste invité) — saxophone alto

Programme Rituels  (création 2019) - Compositions : Ellinoa, Sylvaine Hélary, Leïla Martial, Grégoire Letouvet, Frédérric Maurin.
- Leïla Martial, Camille « Ellinoa » Durand, Linda Oláh, Romain Dayez — voix
- Catherine Delaunay — clarinette, cor de basset
- Julien Soro, Fabien Debellefontaine — saxophones, clarinette, flûte
- Fabien Norbert, Susana Santos Silva — trompette, bugle
- Christiane Bopp — trombone
- Didier Havet — trombone basse, tuba
- Elsa Moatti — violon
- Guillaume Roy — alto
- Juliette Serrad — violoncelle
- Bruno Ruder — piano
- Raphaël Schwab — contrebasse
- Rafaël Koerner — batterie
- Stephan Caracci — vibraphone, marimba, glockenspiel
- Frédéric Maurin direction

Spectacle Jeune Public Dracula (création 2019) - Compositions : Frédéric Maurin et Grégoire Letouvet
Textes : Estelle Meyer, Milena Csergo, Julie Bertin, Romain Maron
Mise en scène : Julie Bertin
- Estelle Meyer, Milena Csergo, Manika Auxire, Camille Constantin, Pauline Deshons — comédiennes
- Fanny Ménégoz — flûte
- Julien Soro, Fabien Debellefontaine, Guillaume Christophel — saxophones, clarinette
- Quentin Ghomari — trompette, bugle
- Mathilde Fèvre — cor
- Christiane Bopp, Judith Wekstein — trombone, trombone basse
- Christelle Séry — guitare électrique
- Raphaël Schwab — contrebasse
- Rafaël Koerner — batterie

Programme Ex Machina  (création 2022) - Compositions : Steve Lehman, Frédéric Maurin
- Fanny Ménégoz — flûte
- Catherine Delaunay — clarinette, cor de basset
- Steve Lehman — saxophone alto, électronique
- Julien Soro, Fabien Debellefontaine — saxophones, clarinette, flûte
- Jonathan Finlayson, Fabien Norbert — trompette, bugle
- Daniel Zimmermann, Christiane Bopp — trombone
- Fanny Meteier — tuba
- Chris Dingman, Stephan Caracci — vibraphone, marimba, glockenspiel
- Bruno Ruder — piano, synthétiseur
- Sarah Murcia — contrebasse
- Rafaël Koerner — batterie
- Jérôme Nika — création électronique générative et collaboration artistique
- Dionysios Papanikolaou — électronique Ircam
- Frédéric Maurin direction

Coproduction Ircam-Centre Pompidou. Avec le soutien du projet ERC REACH dirigé par Gérard Assayag financé par le Conseil européen de la recherche, programme Horizon 2020 de l'Union européenne.
Programme Frame by Frame, une plongée inédite dans le rock progressif des années 70 (création 2022) - Arrangements : Airelle Besson, Sylvaine Hélary, Sarah Murcia, Frédéric Maurin.
- Quentin Coppalle — flûte
- Catherine Delaunay — clarinette, cor de basset
- Jean-Michel Couchet, Julien Soro, Fabien Debellefontaine — saxophones, clarinette
- Fabien Norbert, Sylavin Bardiau — trompette, bugle
- Mathilde Fèvre, Astrid Yamada — cor
- Daniel Zimmermann, Jessica Simon — trombone
- Fanny Meteier — tuba
- Bruno Ruder — claviers
- Stéphan Caracci — vibraphone, marimba, glockenspiel, synthétiseur
- Frédéric Maurin — guitare électrique, direction
- Sarah Murcia — contrebasse, synthétiseur, voix
- Rafaël Koerner — batterie

Programme Jeux : Compositions de Frédéric Maurin, Andy Emler et Sofia Avramidou
- Alain Billard — Clarinette Clarinette Basse
- Catherine Delaunay — Clarinette, Cor De Basset
- Julien Soro — Saxophones
- Christiane Bopp — Trombone
- Fanny Meteier — Tuba
- Valéria Kafelnikov — Harpe
- Bruno Ruder — Piano
- Aurélien Gignoux — Percussions
- Samuel Favre — Percussions
- Rafaël Koener — Batteri
- Jeanne-Marie Conquer — Violon
- Guillaume Roy — Alto
- Renaud Déjardin — Violoncelle
- Nicolas Crosse — Contrebasse

## Discographie
- 1986 : Orchestre National de Jazz 86 (Label Bleu ; ONJ François Jeanneau)
- 1987 : ONJ 87 (Label Bleu ; ONJ Antoine Hervé)
- 1989 : ONJ 88-89 African Dream (Label Bleu ; ONJ Antoine Hervé)
- 1990 : Claire (Label Bleu ; ONJ Claude Barthélemy)
- 1991 : ONJ 90-91 Jack Line (Label Bleu ; ONJ Claude Barthélemy)
- 1992 : À plus tard (Label Bleu ; ONJ Denis Badault)
- 1993 : Monk Mingus Ellington (Label Bleu ; ONJ Denis Badault)
- 1994 : Bouquet final (Label Bleu ; ONJ Denis Badault)
- 1996 : In Tempo (Verve ; ONJ Laurent Cugny)
- 1996 : Reminiscing (Verve ; ONJ Laurent Cugny)
- 1997 : Merci, merci, merci (Verve ; ONJ Laurent Cugny)
- 1998 : ONJ Express (Evidence (ONJ Didier Levallet)
- 1999 : Séquences (Evidence (ONJ Didier Levallet)
- 2000 : Deep Feelings (Evidence - Frémeaux & Associés ; ONJ Didier Levallet)
- 2002 : Charméditerranéen (ECM Records ; ONJ Paolo Damiani)
- 2003 : Admirabelamour (Label Bleu ; ONJ Claude Barthélemy)
- 2004 : La fête de l'eau (Le Chant du monde ; ONJ Claude Barthélemy)
- 2004 : L'ONJ traverse le Canada (DVD, Frémeaux & Associés ; ONJ Claude Barthélemy)
- 2005 : Close to Heaven (Le Chant du monde ; ONJ Franck Tortiller)
- 2007 : Électrique (Le Chant du monde ; ONJ Franck Tortiller)
- 2009 : Around Robert Wyatt (Bee Jazz ; ONJ Daniel Yvinec)
- 2010 : Shut Up And Dance (Bee Jazz ; ONJ Daniel Yvinec)
- 2012 : Piazzolla! (JazzVillage ; ONJ Daniel Yvinec)
- 2013 : The Party (JazzVillage ; ONJ Daniel Yvinec)
- 2014 : Europa Paris (ONJ Records ; ONJ Olivier Benoit)
- 2015 : Europa Berlin (ONJ Records ; ONJ Olivier Benoit)
- 2016 : Europa Rome (ONJ Records ; ONJ Olivier Benoit)
- 2017 : Europa Oslo (ONJ Records ; ONJ Olivier Benoit)
- 2018 : Orchestre National de Jazz - concert anniversaire 30 ans (coffret CD - DVD, ONJ Records)
- 2020 : Dancing In Your Head(s) (ONJ Records)
- 2020 : Rituels (ONJ Records)
- 2021 : Dracula (livre-disque ONJ Records)
- 2023 : Ex-Machina (ONJ Records)